# اندیس آنومالی حسین‌آباد مران
آنومالی حسین آباد مران یک اندیس فلزی است که در حوالی شهر چاپان استان کردستان قرار دارد و مادهٔ معدنی موجود در آن، طلا است.سنگ میزبان این اندیس کنگلومرای ماسه‌ای و مارن سیلتی شده. است  